# 黑吻銀漢魚屬
黑吻銀漢魚屬為輻鰭魚綱銀漢魚目擬銀漢魚科的其中一屬。

## 分類
- 博氏黑吻銀漢魚(Melanorhinus boekei)
- 青色黑吻銀漢魚(Melanorhinus cyanellus)
- 小眼黑吻銀漢魚(Melanorhinus microps)

## 扩展阅读
- 維基物種上的相關：黑吻銀漢魚屬